# Tonko Bangou
Tonko Bangou (auch: Tingobangou, Tonko Bango, Tonkobangou) ist ein Dorf in der Landgemeinde Liboré in Niger.

## Geographie
Das von einem traditionellen Ortsvorsteher (chef traditionnel) geleitete Dorf liegt am linken Ufer des Flusses Niger. Es schließt im Osten wie das Nachbardorf Tiéndifarou direkt an den Hauptort Liboré der gleichnamigen Landgemeinde an, die zum Departement Kollo in der Region Tillabéri gehört.
Tonko Bangou ist Teil der Übergangszone zwischen Sahel und Sudan. Die durchschnittliche jährliche Niederschlagsmenge beträgt hier zwischen 500 und 600 mm.

## Geschichte
Auswanderer aus Tonko Bangou waren die ersten Einwohner der weiter im Norden gelegenen Siedlungen Bilfouda, Fandoga, Galbal, Kogorou und Yaboni, die Anfang des 20. Jahrhunderts gegründet wurden.

## Bevölkerung
Bei der Volkszählung 2012 hatte Tonko Bangou 2995 Einwohner, die in 363 Haushalten lebten. Bei der Volkszählung 2001 betrug die Einwohnerzahl 2464 in 310 Haushalten und bei der Volkszählung 1988 belief sich die Einwohnerzahl auf 182 in 31 Haushalten.

## Wirtschaft und Infrastruktur
Die Bevölkerung lebt vom Ackerbau, der Fischerei und der Viehzucht. Es gibt eine Grundschule im Dorf.

## Persönlichkeiten
- Djéliba Badjé (1941–2018), Erzähler vom Berufsstand der Djesseré
- Badjé Bannya (um 1912–1970), Erzähler vom Berufsstand der Djesseré